# Розенберг, Александр Владимирович

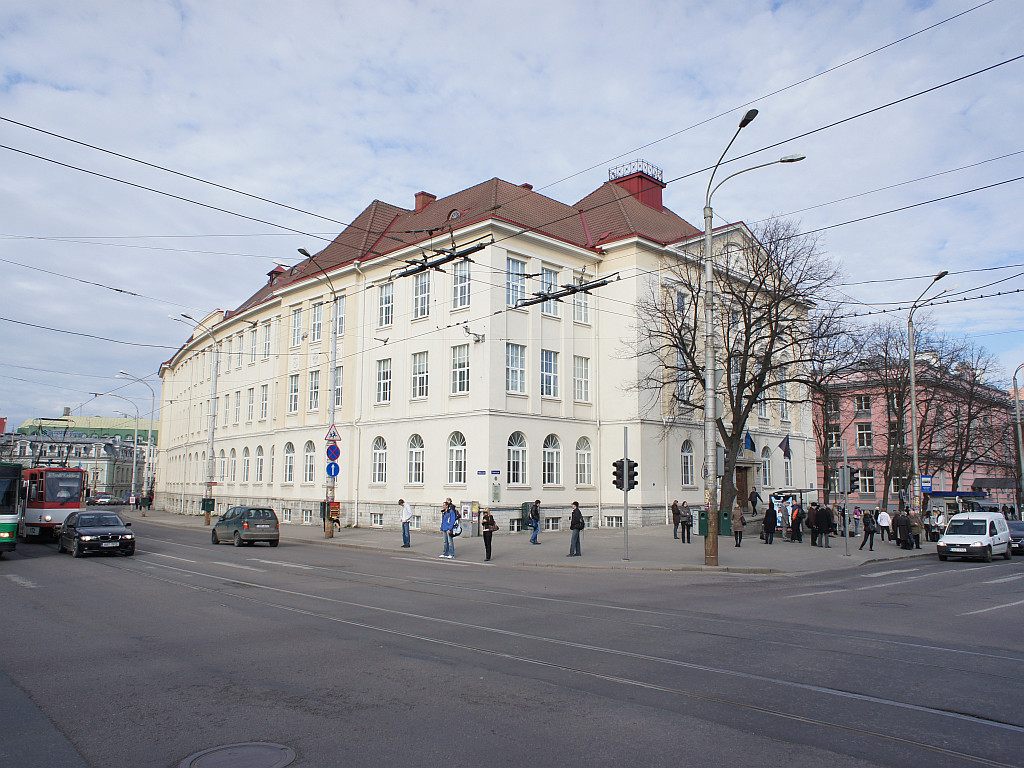
Таллин, бульвар Эстония, 10

Александр Владимирович Розенберг (1877—1935) — русский и советский архитектор. Специализировался на больничном строительстве.

## Биография
Окончил Императорский Санкт-Петербургский университет (1900) и Институт гражданских инженеров (1904). В 1910-х годах он был архитектором страховых обществ «Россия» и «Волга». Состоял членом Санкт-Петербургского общества архитекторов.
Умер в Ленинграде 22 февраля 1935 года.

## Проекты

### Санкт-Петербург
- 1907—1916. Больница Петра Великого. Пискарёвский пр., 47; совместно с А. И. Клейном и Л. А. Ильиным
- 1915—1916. Доходный дом И. Е. Кузнецова. Загородный пр., 27 — пер. Джамбула, 21; совместно с Б. М. Великовским и Д. П. Бурышкиным

### Таллин
- 1912—1914. Ревельское городское женское коммерческое училище[эст.] (ныне — Таллинский английский колледж). Бульвар Эстония, 10; совместно с Эрихом Якоби).

Розенберг выполнил проект городской Алафузовской больницы на 600 кроватей («Зодчий». — 1916. — Вып. 33) и совместно с А. Клейном — Проект здания факультетской терапевтической клиники имени А. В. Кокорева при С.-Петербургском женском медицинском институте (СПб.: тип. Спб. градонач., 1913. — 19 с.). Он также участвовал в строительстве больницы им. Захарьина в селе Куркино под Москвой (1911—1914; совместно с И. Э. Грабарем и А. И. Клейном).